# Gongora odoratissima
Gongora odoratissima är en orkidéart som beskrevs av Lem.. Gongora odoratissima ingår i släktet Gongora och familjen orkidéer. Inga underarter finns listade i Catalogue of Life.